# Världscupen i alpin skidåkning 2006/2007
Världscupen i alpin skidåkning 2006/2007 vanns av Aksel Lund Svindal, Norge på herrsidan och Nicole Hosp, Österrike på damsidan. Säsongen präglades av att många tävlingar flyttades, på grund av att för lite snö fallit i Alperna, samt stormar under januari månad.

## Tävlingskalender

### Teckenförklaring
| DH | Störtlopp         |
| SG | super G           |
| GS | Storslalom        |
| SL | slalom            |
| SC | Alpin kombination |

### Herrar
| Datum                            | Plats                                                       | Gren | Vinnare                | Tvåa                   | Trea                   |
| 29 oktober 2006                  | Sölden, Österrike                                           | GS   | inställt               | inställt               | inställt               |
| 12 november 2006                 | Levi, Finland                                               | SL   | Benjamin Raich         | Markus Larsson         | Giorgio Rocca          |
| 25 november 2006                 | Lake Louise, Kanada                                         | DH   | Marco Büchel           | Manuel Osborne-Paradis | Peter Fill             |
| 26 november 2006                 | Lake Louise, Kanada                                         | SG   | John Kucera            | Mario Scheiber         | Patrik Järbyn          |
| 30 november 2006                 | Beaver Creek, USA                                           | SC   | Aksel Lund Svindal     | Marc Berthod           | Rainer Schönfelder     |
| 1 december 2006                  | Beaver Creek, USA                                           | DH   | Bode Miller            | Didier Cuche           | Steven Nyman           |
| 2 december 2006                  | Beaver Creek, USA                                           | GS   | Massimiliano Blardone  | Aksel Lund Svindal     | Ted Ligety             |
| 3 december 2006                  | Beaver Creek, USA                                           | SL   | André Myhrer           | Michael Janyk          | Felix Neureuther       |
| 10 december 2006                 | Val d'Isère, Frankrike Reiteralm, Österrike                 | SC   | Ivica Kostelić         | Romed Baumann          | Pierrick Bourgeat      |
| 15 december 2006                 | Val Gardena, Italien                                        | SG   | Bode Miller            | Christoph Gruber       | John Kucera            |
| 16 december 2006                 | Val Gardena, Italien                                        | DH   | Steven Nyman           | Didier Cuche           | Fritz Strobl           |
| 17 december 2006                 | Alta Badia, Italien                                         | GS   | Kalle Palander         | Bode Miller            | Didier Defago          |
| 18 december 2006                 | Alta Badia, Italien                                         | SL   | Markus Larsson         | Ted Ligety             | Ivica Kostelić         |
| 20 december 2006                 | Hinterstoder, Österrike                                     | SG   | Bode Miller            | Peter Fill             | Hermann Maier          |
| 21 december 2006                 | Hinterstoder, Österrike                                     | GS   | Aksel Lund Svindal     | François Bourque       | Kalle Palander         |
| 9 december 2006 28 december 2006 | Val d'Isère, Frankrike Bormio, Italien                      | DH   | Michael Walchhofer     | Didier Cuche           | Mario Scheiber         |
| 29 december 2006                 | Bormio, Italien                                             | DH   | Michael Walchhofer     | Peter Fill             | Mario Scheiber         |
| 6 januari 2007                   | Adelboden, Schweiz                                          | GS   | Benjamin Raich         | Massimiliano Blardone  | Aksel Lund Svindal     |
| 7 januari 2007                   | Adelboden, Schweiz                                          | SL   | Marc Berthod           | Benjamin Raich         | Mario Matt             |
| 13 januari 2007                  | Wengen, Schweiz                                             | DH   | Bode Miller            | Didier Cuche           | Peter Fill             |
| 12 januari 2007 14 januari 2007  | Wengen, Schweiz                                             | SC   | Mario Matt             | Marc Berthod           | Silvan Zurbriggen      |
| 20 januari 2007                  | Chamonix, Frankrike Val d'Isère, Frankrike                  | DH   | Pierre-Emmanuel Dalcin | Erik Guay              | Manuel Osborne-Paradis |
| 26 januari 2007                  | Kitzbühel, Österrike                                        | SG   | inställt               | inställt               | inställt               |
| 14 januari 2007 27 januari 2007  | Wengen, Schweiz Kitzbühel, Österrike                        | SL   | Jens Byggmark          | Mario Matt             | Alois Vogl             |
| 28 januari 2007                  | Kitzbühel, Österrike                                        | SL   | Jens Byggmark          | Mario Matt             | Manfred Moelgg         |
| 29 januari 2007                  | Kitzbühel, Österrike                                        | SC   | inställt               | inställt               | inställt               |
| 30 januari 2007                  | Schladming, Österrike                                       | SL   | Benjamin Raich         | Jens Byggmark          | Mario Matt             |
| 27 januari 2007 23 februari 2007 | Kitzbühel, Österrike Garmisch-Partenkirchen, Tyskland       | DH   | Andrej Jerman          | Hans Grugger           | Erik Guay              |
| 24 februari 2007                 | Garmisch-Partenkirchen, Tyskland                            | DH   | Erik Guay              | Andrej Jerman          | Didier Cuche           |
| 25 februari 2007                 | Garmisch-Partenkirchen, Tyskland                            | SL   | Mario Matt             | Felix Neureuther       | Benjamin Raich         |
| 3 mars 2007                      | Kranjska Gora, Slovenien                                    | GS   | Benjamin Raich         | François Bourque       | Massimiliano Blardone  |
| 4 mars 2007                      | Kranjska Gora, Slovenien                                    | SL   | Mario Matt             | Benjamin Raich         | Manfred Moelgg         |
| 21 januari 2007 9 mars 2007      | Chamonix, Frankrike Val d'Isère, Frankrike Kvitfjell, Norge | SC   | Benjamin Raich         | Silvan Zurbriggen      | Aksel Lund Svindal     |
| 9 mars 2007 10 mars 2007         | Kvitfjell, Norge                                            | DH   | Didier Cuche           | Erik Guay              | Marco Büchel           |
| 10 mars 2007 11 mars 2007        | Kvitfjell, Norge                                            | SG   | Hans Grugger           | Mario Scheiber         | Didier Cuche           |
| 14 mars 2007                     | Lenzerheide, Schweiz                                        | DH   | Aksel Lund Svindal     | Daniel Albrecht        | Christoph Gruber       |
| 15 mars 2007                     | Lenzerheide, Schweiz                                        | SG   | Aksel Lund Svindal     | Benjamin Raich         | Erik Guay              |
| 17 mars 2007                     | Lenzerheide, Schweiz                                        | GS   | Aksel Lund Svindal     | Massimiliano Blardone  | Bode Miller            |
| 18 mars 2007                     | Lenzerheide, Schweiz                                        | SL   | Benjamin Raich         | Mario Matt             | Manfred Moelgg         |

### Damer
| Datum                             | Plats                                                 | Gren | Vinnare              | Tvåa                          | Trea                  |
| 28 oktober 2006                   | Sölden, Österrike                                     | GS   | inställt             | inställt                      | inställt              |
| 11 november 2006                  | Levi, Finland                                         | SL   | Marlies Schild       | Nicole Hosp                   | Kathrin Zettel        |
| 25 november 2006                  | Aspen, USA                                            | GS   | Kathrin Zettel       | Tanja Poutiainen              | Michaela Kirchgasser  |
| 26 november 2006                  | Aspen, USA                                            | SL   | Marlies Schild       | Nicole Hosp                   | Therese Borssén       |
| 1 december 2006                   | Lake Louise, Kanada                                   | DH   | Maria Riesch         | Lindsey Kildow                | Nadia Fanchini        |
| 2 december 2006                   | Lake Louise, Kanada                                   | DH   | Lindsey Kildow       | Renate Götschl                | Anja Pärson           |
| 3 december 2006                   | Lake Louise, Kanada                                   | SG   | Renate Götschl       | Lindsey Kildow                | Kelly VanderBeek      |
| 10 december 2006 15 december 2006 | Sankt Moritz, Schweiz Reiteralm, Österrike            | SC   | Marlies Schild       | Michaela Kirchgasser          | Kathrin Zettel        |
| 17 december 2006 16 december 2006 | Val d'Isère, Frankrike Reiteralm, Österrike           | SG   | Renate Götschl       | Nicole Hosp                   | Martina Schild        |
| 16 december 2006 19 december 2006 | Val d'Isère, Frankrike                                | DH   | Julia Mancuso        | Renate Götschl                | Lindsey Kildow        |
| 9 december 2006 20 december 2006  | Sankt Moritz, Schweiz Val d'Isère, Frankrike          | DH   | Lindsey Kildow       | Julia Mancuso                 | Anja Pärson           |
| 20 december 2006 21 december 2006 | Megève, Frankrike Val d'Isère, Frankrike              | SL   | Marlies Schild       | Annemarie Gerg                | Therese Borssén       |
| 28 december 2006                  | Semmering, Österrike                                  | GS   | Kathrin Zettel       | Nicole Hosp                   | Marlies Schild        |
| 29 december 2006                  | Semmering, Österrike                                  | SL   | Therese Borssén      | Kathrin Zettel                | Marlies Schild        |
| 4 januari 2007                    | Zagreb, Kroatien                                      | SL   | Marlies Schild       | Ana Jelušić                   | Šárka Záhrobská       |
| 6 januari 2007                    | Maribor, Slovenien Kranjska Gora, Slovenien           | GS   | Nicole Hosp          | Nicole Gius                   | Tanja Poutiainen      |
| 7 januari 2007                    | Maribor, Slovenien Kranjska Gora, Slovenien           | SL   | Marlies Schild       | Šárka Záhrobská               | Veronika Zuzulová     |
| 12 januari 2007 13 januari 2007   | Altenmarkt-Zauchensee, Österrike                      | DH   | Renate Götschl       | Dominique Gisin               | Julia Mancuso         |
| 13 januari 2007 14 januari 2007   | Altenmarkt-Zauchensee, Österrike                      | SC   | Julia Mancuso        | Lindsey Kildow                | Marlies Schild        |
| 19 januari 2007                   | Cortina d'Ampezzo, Italien                            | SG   | Julia Mancuso        | Nicole Hosp                   | Renate Götschl        |
| 20 januari 2007                   | Cortina d'Ampezzo, Italien                            | DH   | Renate Götschl       | Julia Mancuso                 | Marie Marchand-Arvier |
| 21 januari 2007                   | Cortina d'Ampezzo, Italien                            | GS   | Karen Putzer         | Julia Mancuso                 | Denise Karbon         |
| 14 januari 2007 26 januari 2007   | Altenmarkt-Zauchensee, Österrike San Sicario, Italien | SG   | Renate Götschl       | Lindsey Kildow                | Christine Sponring    |
| 27 januari 2007                   | San Sicario, Italien                                  | DH   | Renate Götschl       | Elisabeth Görgl               | Maria Holaus          |
| 28 januari 2007                   | San Sicario, Italien                                  | SG   | Lindsey Kildow       | Renate Götschl                | Christine Sponring    |
| 24 februari 2007                  | Sierra Nevada, Spanien                                | GS   | Michaela Kirchgasser | Nicole Hosp                   | Tanja Poutiainen      |
| 25 februari 2007                  | Sierra Nevada, Spanien                                | SL   | Marlies Schild       | Tanja Poutiainen              | Veronika Zuzulová     |
| 2 mars 2007                       | Tarvisio, Italien                                     | DH   | Julia Mancuso        | Renate Götschl                | Emily Brydon          |
| 3 mars 2007                       | Tarvisio, Italien                                     | SG   | Renate Götschl       | Nicole Hosp                   | Julia Mancuso         |
| 4 mars 2007                       | Tarvisio, Italien                                     | SC   | Nicole Hosp          | Julia Mancuso                 | Marlies Schild        |
| 10 mars 2007                      | Zwiesel, Tyskland                                     | GS   | Tanja Poutiainen     | Nicole Hosp                   | Michaela Kirchgasser  |
| 11 mars 2007                      | Zwiesel, Tyskland                                     | SL   | Marlies Schild       | Anna Ottosson Sarka Zahrobska |                       |
| 14 mars 2007                      | Lenzerheide, Schweiz                                  | DH   | Renate Götschl       | Marlies Schild                | Marie Marchand-Arvier |
| 15 mars 2007                      | Lenzerheide, Schweiz                                  | SG   | Anja Pärson          | Andrea Fischbacher            | Marlies Schild        |
| 17 mars 2007                      | Lenzerheide, Schweiz                                  | SL   | Nicole Hosp          | Anja Pärson                   | Veronika Zuzulova     |
| 18 mars 2007                      | Lenzerheide, Schweiz                                  | GS   | Nicole Hosp          | Kathrin Hölzl                 | Michaela Kirchgasser  |

## Slutställning

### Herrar

#### Sammanlagt
| Pos. |                    | Poäng |
| ---- | ------------------ | ----- |
| 1.   | Aksel Lund Svindal | 1268  |
| 2.   | Benjamin Raich     | 1255  |
| 3.   | Didier Cuche       | 1098  |
| 4.   | Bode Miller        | 882   |
| 5.   | Mario Matt         | 744   |

#### Störtloppscupen
| Pos. |                    | Poäng |
| ---- | ------------------ | ----- |
| 1.   | Didier Cuche       | 652   |
| 2.   | Marco Büchel       | 471   |
| 3.   | Erik Guay          | 393   |
| 4.   | Peter Fill         | 382   |
| 5.   | Michael Walchhofer | 370   |

#### Slalomcupen
| Pos. |                | Poäng |
| ---- | -------------- | ----- |
| 1.   | Benjamin Raich | 605   |
| 2.   | Mario Matt     | 600   |
| 3.   | Jens Byggmark  | 490   |
| 4.   | Markus Larsson | 340   |
| 5.   | Manfred Moelgg | 334   |

#### Storslalomcupen
| Pos. |                       | Poäng |
| ---- | --------------------- | ----- |
| 1.   | Aksel Lund Svindal    | 416   |
| 2.   | Massimiliano Blardone | 380   |
| 3.   | Benjamin Raich        | 319   |
| 4.   | Kalle Palander        | 299   |
| 5.   | Francois Bourque      | 249   |

#### Super G-cupen
| Pos. |                    | Poäng |
| ---- | ------------------ | ----- |
| 1.   | Bode Miller        | 304   |
| 2.   | Didier Cuche       | 208   |
| 3.   | John Kucera        | 194   |
| 4.   | Mario Scheiber     | 190   |
| 5.   | Aksel Lund Svindal | 181   |

#### Kombinationscupen
| Pos. |                    | Poäng |
| ---- | ------------------ | ----- |
| 1.   | Aksel Lund Svindal | 232   |
| 2.   | Marc Berthod       | 202   |
| 3.   | Ivica Kostelic     | 200   |
| 4.   | Silvan Zurbriggen  | 169   |
| 5.   | Benjamin Raich     | 166   |

### Damer

#### Sammanlagt
| Pos. |                | Poäng |
| ---- | -------------- | ----- |
| 1.   | Nicole Hosp    | 1572  |
| 2.   | Marlies Schild | 1482  |
| 3.   | Julia Mancuso  | 1356  |
| 4.   | Renate Götschl | 1300  |
| 5.   | Anja Pärson    | 885   |

#### Störtloppscupen
| Pos. |                  | Poäng |
| ---- | ---------------- | ----- |
| 1.   | Renate Götschl   | 705   |
| 2.   | Julia Mancuso    | 536   |
| 3.   | Lindsey Kildow   | 390   |
| 4.   | Anja Pärson      | 293   |
| 5.   | Ingrid Jacquemod | 264   |

#### Slalomcupen
| Pos. |                   | Poäng |
| ---- | ----------------- | ----- |
| 1.   | Marlies Schild    | 760   |
| 2.   | Nicole Hosp       | 418   |
| 3.   | Sarka Zahrobska   | 405   |
| 4.   | Therese Borssen   | 389   |
| 5.   | Veronika Zuzulova | 344   |

#### Storslalomcupen
| Pos. |                      | Poäng |
| ---- | -------------------- | ----- |
| 1.   | Nicole Hosp          | 490   |
| 2.   | Tanja Poutiainen     | 419   |
| 3.   | Michaela Kirchgasser | 357   |
| 4.   | Julia Mancuso        | 257   |
| 5.   | Kathrin Hoelzl       | 228   |

#### Super G-cupen
| Pos. |                       | Poäng |
| ---- | --------------------- | ----- |
| 1.   | Renate Götschl        | 540   |
| 2.   | Nicole Hosp           | 352   |
| 3.   | Lindsey Kildow        | 310   |
| 4.   | Julia Mancuso         | 273   |
| 5.   | Alexandra Meissnitzer | 207   |

#### Kombinationscupen
| Pos. |                      | Poäng |
| ---- | -------------------- | ----- |
| 1.   | Marlies Schild       | 220   |
| 2.   | Julia Mancuso        | 195   |
| 3.   | Nicole Hosp          | 190   |
| 4.   | Michaela Kirchgasser | 152   |
| 5.   | Resi Stiegler        | 119   |

### Fotnoter
1. ↑  ”Världscupen, var god dröjd” (på svenska). Sportbladet. 1 december 2006. https://www.aftonbladet.se/sportbladet/a/J1Obrm/varldscupenvar-god-drojd. Läst 10 mars 2019.